# Astragalus curvicarpus
Astragalus curvicarpus es una especie de planta herbácea perteneciente a la familia de las leguminosas. Es originaria de Estados Unidos. 

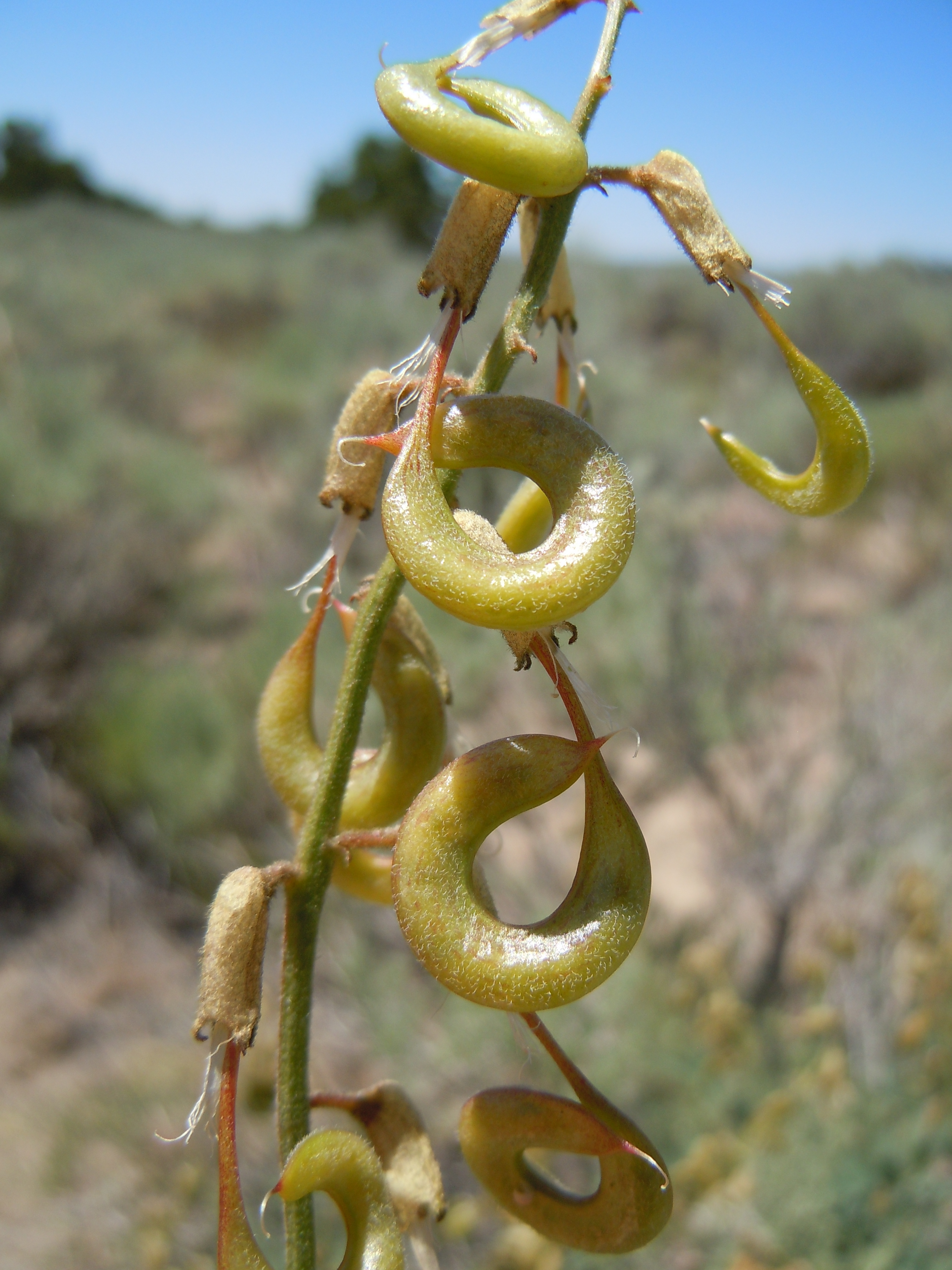
Frutos

## Distribución
Es una planta herbácea perennifolia que se encuentra en Estados Unidos, donde se distribuye por California, Idaho, Nevada y Oregón.

## Taxonomía
Astragalus curvicarpus fue descrita por (E.Sheld.) J.F.Macbr.  y publicado en Contributions from the Gray Herbarium of Harvard University 65: 38. 1922.
Etimología
Astragalus: nombre genérico derivado del griego clásico άστράγαλος y luego del Latín astrăgălus aplicado ya en la antigüedad, entre otras cosas, a algunas plantas de la familia Fabaceae, debido a la forma cúbica de sus semillas parecidas a un hueso del pie.
curvicarpus: epíteto latíno que significa "con el fruto curvo"
Variedades aceptadas
- Astragalus curvicarpus var. brachycodon (Barneby) Barneby
- Astragalus curvicarpus var. subglaber (Rydb.) Barneby

Sinonimia
- Astragalus curvicarpus var. curvicarpus
- Astragalus gibbsii var. curvicarpus (E.Sheld.) M.E.Jones
- Astragalus gibbsii var. falciformis (A.Gray) M.E.Jones
- Astragalus speirocarpus var. curvicarpus E.Sheld.
- Astragalus speirocarpus var. falciformis A. Gray
- Astragalus whitedii f. speirocarpus Barneby
- Homalobus curvicarpus (E.Sheld.) A.Heller[4][5]